# Міністерство громадської безпеки КНР
Міністерство громадської безпеки КНР (кит.: 公安部; піньїнь: Gōng ān bù; англ. Ministry of Public Security, MPS China) — спецслужба КНР, відомство в функції якої входять внутрішня розвідка, контррозвідка, захист політичного і державного ладу, громадського порядку, вищого керівництва китайської держави та важливих державних об'єктів Китаю, виконання поліцейських функцій, антитерористичної боротьби проти екстремізму і сепаратизму на теренах Китаю.

## Історія

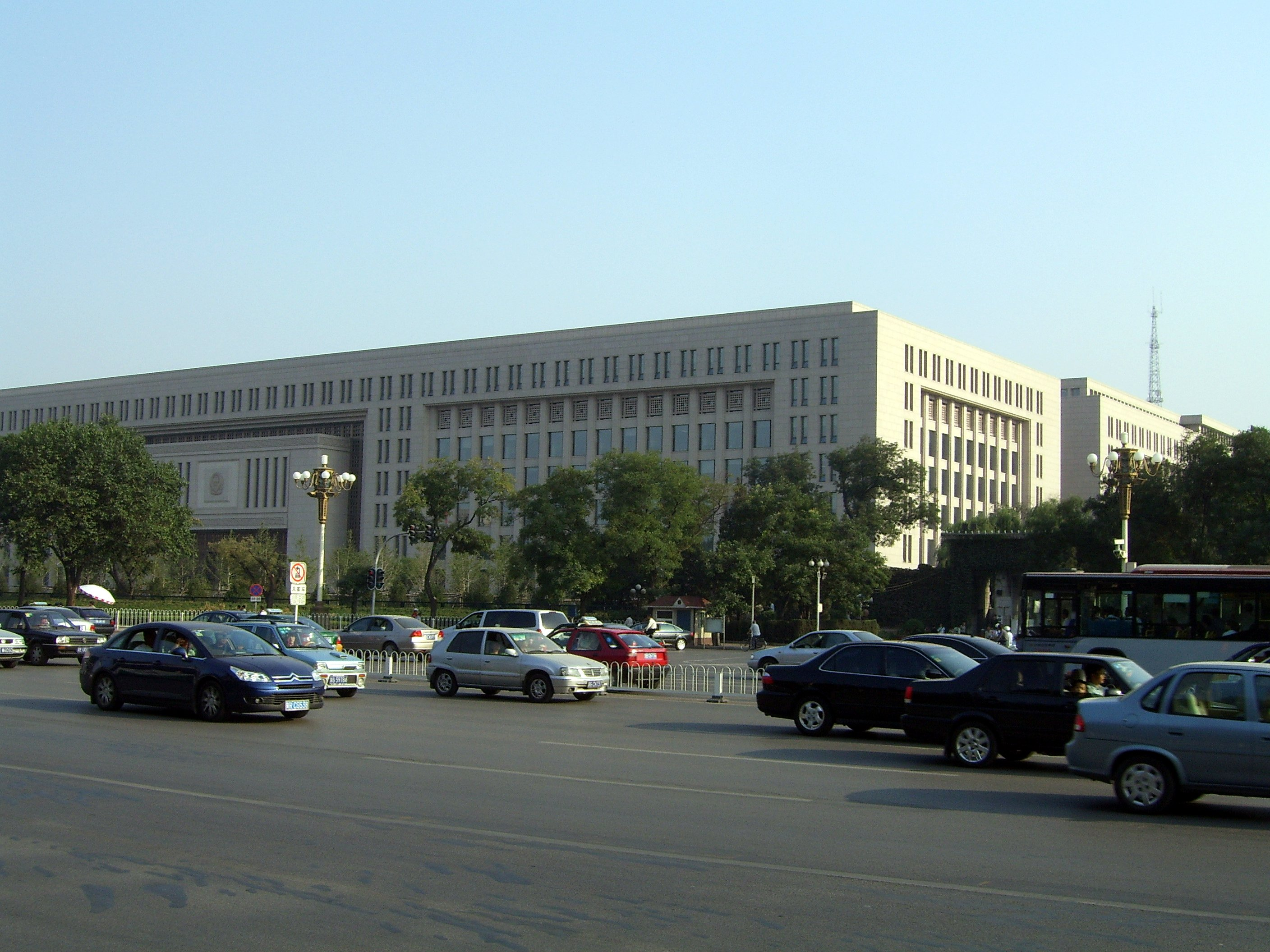
Штаб-квартира Міністерства громадської безпеки в Пекіні

Міністерство громадської безпеки (МГБ КНР) було серед перших утворених державних органів КНР. Це замінило Міністерство громадської безпеки Центральної військової комісії Комуністичної партії Китаю, як перехідний орган, створений в липні 1949 р., виділивши службі безпеки сферу компетенції від Центрального управління соціальних питань (ЦУСА). Зазначене Міністерство почало діяльність з 1 листопада 1949 року, після проведення двотижневої Національної конференції кадрів Старшої громадської безпеки. Велика частина його первісної персоналу менше 500 кадрів прийшли з колишніми регіональними членами КПК Північно-Китайського Управління з соціальних питань. На національному рівні, його створення поклало формальні відміни ЦУСА. Міністерство переїхало на своє нинішнє місце в центральний квартал міста Пекін навесні 1950 року.

## Структура
Організаційна структура МГБ КНР включає в себе:

1. поліцейський департамент;
2. департамент зовнішньої розвідки і контррозвідки;
3. департамент виправно-трудових установ і тюрем;
4. департамент політичної безпеки;
5. департамент економічної безпеки;
6. департамент безпеки засобів зв'язку і комунікацій;
7. департамент антитерористичних дій;
8. інші підлеглі організації та підрозділи, включаючи деяку частину Народної озброєної міліції Китаю.

Чисельність особового складу службовців МГБ перевищує 3 мільйони службовців.
Набір на службу відбувається з кожного сегменту населення без обмежень за ознакою статі чи етнічного походження. Вибір оснований на політичній лояльність до влади, розвинутості інтелекту і наявності доброго здоров'я. Існує принаймні одна школа в кожній частині провінційного рівня, а інші знаходяться у віданні муніципалітетів. Зазвичай на керівні посади готують у школах, а на патрульну службу готують в підрозділі і на робочому місці. Юридична підготовка відбувається як підвищення кваліфікації. У 1985 р. були створені три вищих навчальних заклади:
- Університет для співробітників поліції громадської безпеки Китайської Народної Республіки,
- Університету поліцейських та
- Інститут кримінальної поліції.

Де розпочали роботу більше як двадцять спеціальних курсів, факультетів із різних спеціальностей. Студенти набираються зі старших випускників середньої школи віком до двадцяти двох років; та з тих, віком до двадцяти п'яти років, хто має мінімально дворічний досвід праці у галузі громадської безпеки.

## Керівництво
| Керівники Міністерства громадської безпеки КНР |                  |                   |              |
| №                                              | Початок          | Кінець            | Ім'я         |
| 1                                              | жовтень 1949 рік | вересень 1959 рік | Ло Жуйцин    |
| 2                                              | вересень 1959 р. | березень 1972 р.  | Се Фучжи     |
| 3                                              | березень 1972 р. | жовтень 1973 р.   | Лі Чжень     |
| 4                                              | жовтень 1973 р.  | березень 1977 р.  | Хуа Гофен    |
| 5                                              | березень 1977 р. | квітень 1983 р.   | Чжао Цанбі   |
| 6                                              | травень 1983 р.  | серпень 1985 р.   | Лю Фучжи     |
| 7                                              | вересень 1985 р. | березень 1987 р.  | Жуань Чун'у  |
| 8                                              | квітень 1987 р.  | листопад 1990 р.  | Ван Фан      |
| 9                                              | грудень 1990 р.  | березень 1998 р.  | Тао Сіцзюй   |
| 10                                             | березень 1998 р. | грудень 2002 р.   | Цзя Чуньван  |
| 11                                             | грудень 2002 р.  | жовтень 2007 р.   | Чжоу Юнкан   |
| 12                                             | жовтень 2007 р.  | грудень 2012 р.   | Мен Цзяньчжу |
| 13                                             | грудень 2012 р.  | донині            | Го Шенкунь   |